# 嘉治美佐子

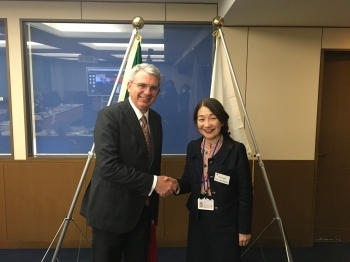
駐日イタリア共和国大使のジャンルイジ・ベネデッティ（左）と、外務省科学技術協力担当大使の嘉治美佐子（右）。2023年1月撮影。

嘉治 美佐子（かじ みさこ、1958年〈昭和33年〉3月10日 - ）は、日本の外交官。東京大学教授、ジュネーブ国際機関政府代表部大使、国際労働機関議長、一橋大学教授、駐クロアチア特命全権大使を歴任。嘉治元郎の長女。嘉治隆一の孫、上田敏の曾孫。

## 人物・経歴
1981年東京大学経済学部卒業、外務省入省。オックスフォード大学大学院修了、修士。欧州連合日本政府代表部一等書記官、在ベトナム日本国大使館参事官を経て、国連難民高等弁務官事務所に出向し緒方貞子高等弁務官の特別顧問を務めた。外務省総合外交政策局国際社会協力部人権人道課長、外務省儀典総括官、国際連合日本政府代表部公使、外務省中東アフリカ局参事官、中東アフリカ局審議官を歴任。
2012年東京大学大学院総合文化研究科国際社会科学専攻教授。人間の安全保障プログラム教授兼務。2014年在ジュネーブ国際機関日本政府代表部大使・次席常駐代表兼在ジュネーブ領事事務所長。2015年国際労働機関理事会議長。2017年一橋大学大学院法学研究科教授兼国際・公共政策大学院教授。2019年駐クロアチア特命全権大使。2022年科学技術協力担当大使。2023年一橋大学国際・公共政策研究部非常勤講師。
「山のあなたの空遠く」等で知られる詩人で翻訳家の上田敏は曾祖父に当る。また祖父は嘉治隆一、父は嘉治元郎(経済学者)、妹は嘉治佐保子(経済学者)である。

## 著書
- 『国際社会で働く:国連の現場から見える世界』エヌティティ出版 2014年

## 同期
- 兼原信克（14年国家安全保障局次長兼務・12年内閣官房副長官補）
- 泉裕泰（19年日本台湾交流協会台北事務所長・17年バングラデシュ大使）
- 上月豊久（15年ロシア大使）
- 岡村善文（19年OECD大使・17年人権人道担当大使）
- 山田彰（17年ブラジル大使・14年メキシコ大使）
- 上村司（21年日本国政府代表（中東和平担当特使）、17年サウジアラビア大使）
- 佐藤地（17年駐ハンガリー大使・15年ユネスコ大使）
- 側嶋秀展（19年ミクロネシア大使・16年ザンビア大使）
- 香川剛廣（18年国際貿易・経済担当大使・15年エジプト大使）
- 石兼公博（19年国連大使・17年カナダ大使）
- 高岡正人（19年クウェート大使・16年モンゴル大使・13年シドニー総領事・12年イラク大使）
- 高木昌弘（21年駐ドミニカ共和国大使・20年クリチバ総領事）
- 冨田浩司（21年駐米大使・19年韓国大使・15年イスラエル大使）
- 川村裕（24年依願免職・20年ノルウェー大使・18年沖縄大使・14年コートジボワール兼トーゴ兼ニジェール大使）
- 川村泰久（19年カナダ大使）
- 宮島昭夫（20年ポーランド大使・17年トルコ大使）
- 重枝豊英（15年リトアニア大使）
- 石井哲也（17年トンガ大使）
- 岡田誠司（20年バチカン大使・17年南スーダン大使）
- 冨永純正（14年青年海外協力協会会長・11年コンゴ民主共和国大使）
- 奥克彦（イラク日本人外交官射殺事件犠牲者[11]、03年殉職のため大使の称号付与）
- 伊藤光子（15年世界の子どもにワクチンを日本委員会事務局長）
- 福嶌教輝（21年駐メキシコ大使・15年駐アルゼンチン大使）
- 福嶌香代子（19年ナッシュビル総領事）